# Kammasandra, Dod Ballapur
Kammasandra là một làng thuộc tehsil Dod Ballapur, huyện Bangalore Rural, bang Karnataka, Ấn Độ.